# Mario Trevi (album)
Mario Trevi, pubblicato nel 1974 su 33 giri (ZSLPR 55903), Stereo8 (Z8PR 55903) e musicassetta (ZKPR 55903), è un album discografico del cantante Mario Trevi.

## Il disco
L'album è una raccolta di brani napoletani classici interpretati da Mario Trevi con la casa discografica Presence, con distribuzione della RCA italiana. Dopo l'esperienza degli album Canzoni napoletane classiche e Canzoni napoletane moderne, con arrangiamenti di Eduardo Alfieri, Trevi torna ad incidere un album dedicato alla Canzone classica napoletana e brani scritti da Libero Bovio, Gigi Pisano, Vincenzo Acampora, Ernesto Murolo. Seppur già incisi da Trevi negli anni '60, nell'album sono presenti nuove versioni dei brani Dicitencello vuje e Catena.

## Tracce
1. Dicitencello vuje (Fusco-Falvo)
2. 'A voce 'e mamma (Carbone-Genta)
3. Senza mamma e 'nnammurata (Donadio)
4. Tarantella internazionale (Murolo-Tagliaferri)
5. Catena (Santoro-Rossetti)
6. Sette stelle (De Mura-Caruso-Gigante)
7. Tu ca nun chiagne (Bovio-De Curtis)
8. Tutta pè 'me (Fiore-Lama)
9. Passione (Bovio-Valente-Tagliaferri)
10. Varca napulitana (Scala-Frustaci)
11. 'A porta (De Gregorio-Acampora)
12. 'Na sera 'e maggio (Pisano-Cioffi)